# 시핑 포카스트
시핑 포카스트(영어: Shipping Forecast →선박 기상예보)는 영국의 BBC 라디오에서 방송되는, 브리튼 제도 인근 해역의 선박을 대상으로 하는 기상예보 프로그램이다. 영국 기상청이 제작하고 영국 해사 연안경비청을 대신해 BBC 라디오 4 채널에서 방송을 맡는다. 라디오 방송과 동시에 네비텍스 시스템으로도 비슷한 내용의 예보가 전달된다. 방송에서 사용되는 기준 해역 (sea area)은 총 31해역으로 나뉘는데, 이를 날씨구역 (weather area)라고 부르기도 한다.
〈시핑 포카스트〉는 하루 네 번에 걸쳐 방송되는데 그 시각은 다음과 같다 (영국 시간 기준).
- 0048 – 0시 48분 방송. FM방송과 장파방송 동시송출. 0시 52분에는 전체 해안 기상관측소의 일기예보를, 0시 55분에는 연안 기준 일기예보를, 마지막으로 이튿날 전반적인 영국 날씨를 간단히 내보내며 0시 58분경에 방송을 마친다.
- 0520 – 5시 20분 방송. FM방송과 장파방송 동시송출. 5시 25분에는 해안 기상관측소의 일기예보를, 5시 27분에는 연안 기준 일기예보를 내보낸다.
- 1201 – 12시 1분 방송. 보통 장파방송만 송출.
- 1754 – 17시 54분 방송. 평일에는 시사보도 프로그램 <PM>의 한 코너로서 장파방송만 송출, 주말에는 FM-장파 동시송출.

0시와 12시, 17시 방송은 전담 아나운서가 진행하지만, 5시 방송은 그 시간대 라디오 4 채널이 별도로 방송을 진행하지 않기 때문에 일반 기상캐스터가 방송에 나선다. 진행자들은 고유 양식을 엄격히 지킨 일기예보를 낭독하는데, 그 독특한 매력 덕분에 뱃사람이나 바다 날씨에 관심있는 청취자는 물론, 일반 라디오 청취자들 사이에서도 인기를 끌면서 영국의 대중문화로도 자리잡았다.
2017년 8월 시핑 포카스트 150주년을 맞이했다.

## 기준 해역

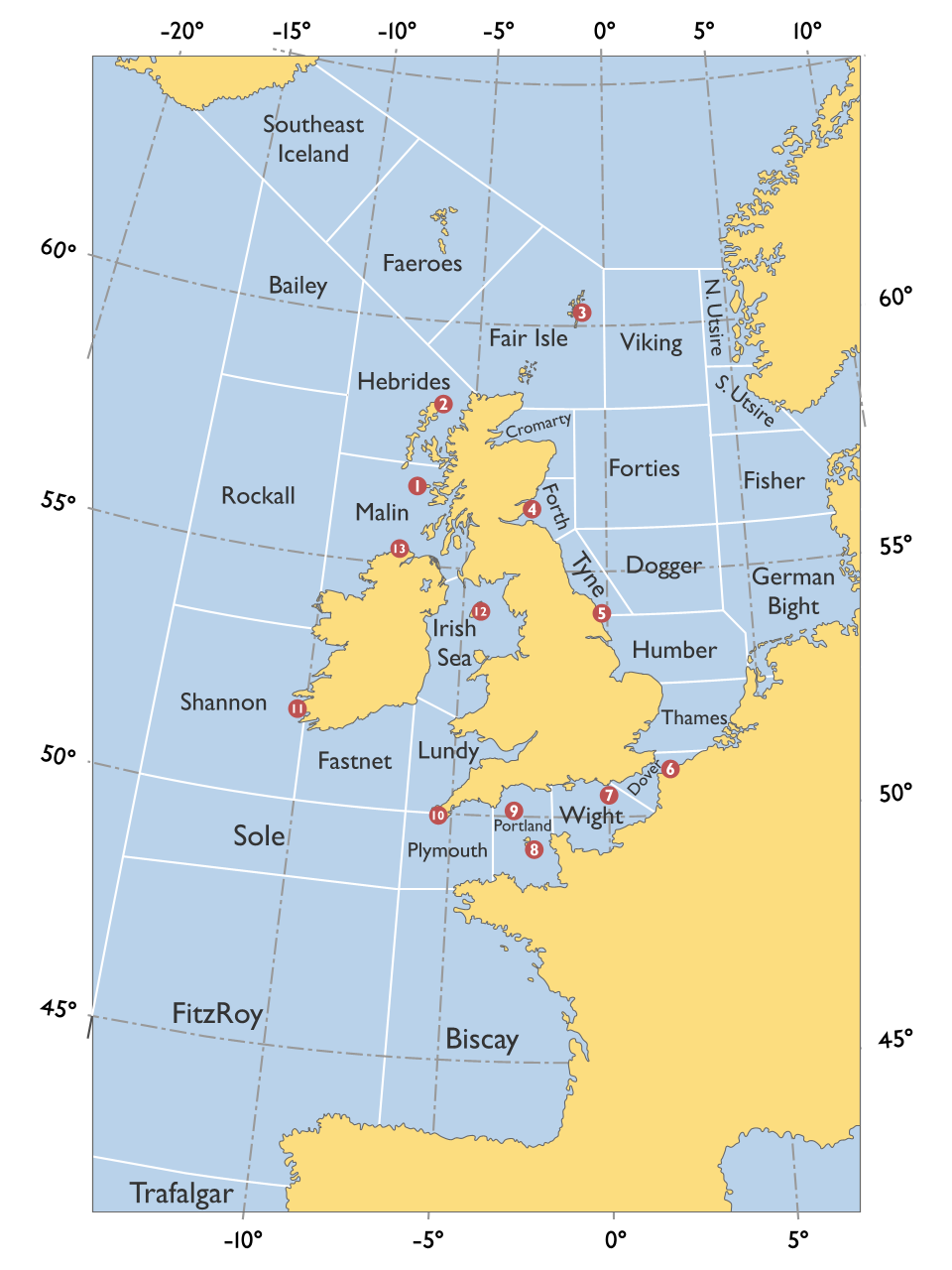
해역과 연안 기상관측소를 나타낸 지도

일기예보의 기준이 되는 공식 해역은 총 31해역이며, 그 명칭은 다음과 같다. 위치는 오른쪽의 지도를 참고.
- 바이킹 (Viking)
- 노스어트셔 (North Utsire)
- 사우스어트셔 (South Utsire)
- 포티스 (Forties)
- 크로마티 (Cromarty)
- 포스 (Forth)
- 타인 (Tyne)
- 도거 (Dogger)
- 피셔 (Fisher)
- 저먼바이트 (German Bight)
- 험버 (Humber)
- 템스 (Thames)
- 도버 (Dover)
- 와이트 (Wight)
- 포틀랜드 (Portland)
- 플리머스 (Plymouth)
- 비스케이 (Biscay)
- 트라팔가 (Trafalgar)
- 피츠로이 (FitzRoy)
- 솔 (Sole)
- 런디 (Lundy)
- 파스트넷 (Fastnet)
- 아이리시시 (Irish Sea)
- 섀넌 (Shannon)
- 로칼 (Rockall)
- 말린 (Malin)
- 헤브리디스 (Hebrides)
- 베일리 (Bailey)
- 페어아일 (Fair Isle)
- 페로 (Faeroes)
- 사우스이스트아이슬란드 (Southeast Iceland)

1949년 영국 기상청이 처음으로 설정한 이 기준 해역은 1955년 북해 연안 기상학자들의 개편 요구로 한차례 변화를 겪었다. 당시 '헬리골랜드' (Heligoland)를 학계 명칭인 '저먼바이트'로 이름을 바꿨고, '도거' 북동부 해역을 '피셔' (Fisher)로, '포티스' 북부 해역을 '바이킹'으로 새로 설정하였다. 또 명확성을 위해 아이슬란드 남동부 해역에 컴퍼스 기준점을 추가하게 되었다. 이 같은 개편 방안은 국제적 협의를 거친 뒤 1956년 공식화되었다.
타국과의 원활한 정보소통을 위해 명칭을 바꾸기도 하였는데, 1984년 8월에는 이웃국가들과 기준을 맞추기 위해 바이킹 해역을 줄이고 노스어트셔와 사우스어트셔를 새로 설정하였다. 2002년에는 프랑스와 스페인의 해양기상예보 서비스 해역명칭과 통일하기 위해 '피니스테르' (Finisterre)를 '피츠로이'로 바꿨다. 그럼에도 아직 충돌하는 부분이 적지 않은데, 네덜란드 기상청과 노르웨이 기상청에서는 '포티스'를 플레이든 해저라 부르고, 프랑스 기상청에서는 '도버'와 '플리머스'를 파드칼레와 앙티페르, 카스케와 웨상으로 쪼개어 부르고 있다.
방송 시에는 위 순서대로 호명한다. '바이킹'부터 시계방향으로 하나씩 돌아가 마지막 해역까지 읊는 식이다. 단 0시 방송에서는 '트라팔가'부터 먼저 호명되며, 그밖의 해역도 강풍 예보나 그때 기상여건에 따라 먼저 등장하는 경우도 있다.

### 명칭 유래
각 해역의 명칭은 해저지형이나 해안지형, 인근 섬 이름 등의 지명에서 따온 것이 대부분이지만 그렇지 않은 것도 있다.
- 바이킹, 포티스, 도거, 피셔, 솔, 베일리 - 북해의 모래퇴 지형 이름에서 따왔다.
- 크로마티, 포스, 타인, 험버, 템스, 섀넌 - 인근 만이나 어귀 이름에서 따왔다.
- 와이트, 런디, 페어아일, 페로, 포틀랜드, 허브리디스, 사우스이스트아이슬란드, 어트셔 - 섬 이름에서 따왔다.
- 도버, 플리머스 - 항구 이름에서 따왔다.
- 로칼, 파스트넷 - 고립지형이나 바위섬 이름에서 따왔다.
- 저먼바이트 - 유럽 본토의 북부 해역을 일컫는 이름이다.[6]
- 말린 - 아일랜드 최북단인 말린곶에서 따왔다. 이 인근 해역을 말린해라고도 부르는데, 시핑 포카스트 예보보다 훨씬 나중에 설정된 해역으로서 그 경계도 살짝 다르다.
- 아이리시시 - 브리튼섬과 아일랜드섬 사이의 바다 이름에서 따왔다.
- 비스케이 - 프랑스 동부 비스케이만에서 따왔다.
- 트라팔가 - 스페인 안달루시아의 트라팔가르곶에서 따왔다.
- 피츠로이 - 영국의 기상학자이자 기상예보의 선구자, 비글호 함장이자 영국 기상청을 창설한 로버트 피츠로이를 기려 명명된 해역이다.[4]

### 해안 기상관측소
해상이 아닌 해안에 위치한 기상관측소의 기상예보를 내보내기도 하는데 여기에도 각자 이름이 붙어 있다 (지도의 번호 참고). 보통은 13개만 추려 방송하고, 0시 방송에만 모든 관측소의 기상예보를 방송한다 (번호가 없는 것).
- 타이리 무인관측소 (Tiree Automatic, 1)
- 스토노웨이 (Stornoway, 2)
- 러윅 (Lerwick, 3)
- 윅 무인관측소 (Wick Automatic)
- 애버딘 (Aberdeen)
- 루셔스 (Leuchars, 4)
- 부머 (Boulmer)
- 브리들링턴 (Bridlington, 5)
- 샌디티 등선 무인관측소 (Sandettie Light Vessel Automatic, 6)
- 그리니치 등선 무인관측소 (Greenwich Light Vessel Automatic, 7)
- 세인트캐서린곶 무인관측소 (St. Catherine's Point Automatic)
- 저지 (Jersey, 8)
- 채널 등선 무인관측소 (Channel Light Vessel Automatic, 9)
- 실리 무인관측소 (Scilly Automatic, 10)
- 밀포드헤이븐 (Milford Haven)
- 애버포트 (Aberporth)
- 밸리 (Valley)
- 리버풀 크로스비 (Liverpool Crosby)
- 발렌티아 (11)
- 로널즈웨이 (Ronaldsway, 12)
- 말린헤드 (Malin Head 13)
- 마크리하니시 무인관측소 (Machrihanish)

### 연안 기상예보
시핑 포카스트에서는 브리튼 제도 연안해역 (Inshore waters)의 전반적인 기상상황을 보도하기도 한다. 이 때의 기준 해역은 다음과 같다.
1. 래스곶~래트레이곶 (오크니섬)
2. 래트레이곶~버릭어펀트위드
3. 버릭어펀트위드~위트비
4. 위트비~지브롤터곶
5. 지브롤터곶-노스곶
6. 노스곶~셀시빌
7. 셀시빌~라임리지스
8. 라임리지스~랜즈엔드 (실리제도)
9. 랜즈엔드~세인트데이비드곶 (브리스톨 해협)
10. 세인트데이비드곶~그레이트옴곶 (세인트조지 해협)
11. 그레이트옴곶~갤로웨이곶
12. 맨섬
13. 포일만~칼링포드만 (북아일랜드 전 연안)
14. 갤로웨이곶~킨타이어곶 (클라이드만과 노스 해협)
15. 킨타이어곶~아드너머션곶
16. 아드너머션곶~래스곶
17. 셰틀랜드제도

## 방송 내용
〈시핑 포카스트〉에서 방송되는 기상예보는 세가지로 나뉘며, 다음과 같은 순서를 따른다.
1. 강풍 경보와 세기 (필요시)
2. 전반 개요
3. 지역별 예보 + 풍향·풍속 + 날씨 + 가시거리 + (선박결빙 주의보)

기상예보의 양식은 매우 엄격한 기준을 따르며, 그 분량도 첫머리를 제외하면 350단어 이내로 제한되어 있다 (다만 0시 방송은 트라팔가 해역을 포함하기 때문에 380단어로 늘어난다). 방송 첫머리에는 "다음으로 해사 연안경비국을 대신하여 기상청에서 보내드리는 금일 XXXX시 선박 기상예보입니다"란 멘트로 시작한다. 이 첫 멘트는 꽤 엄격하게 지키는데, 아나운서에 따라서 '금일'을 해당 날짜로 바꿔 읽는 경우도 있다. 소개멘트 직후에는 필요시 강풍 경보를 알리는데 이때 기준은 보퍼트 풍력 계급 8등급 이상이며 "로칼, 말린, 헤브리디스, 베일리, 페어아일에 강풍 경보가 있습니다" 하는 식으로 소개한다. 강풍 대상해역이 넓다면 "비스케이, 트라팔가, 피츠로이 제외 전 해역에 강풍 경보가 있습니다"하고 반대로 소개하기도 한다.
이어서 '전반 개요' (General Synopsis)라 부르는 통상 일기예보가 이어지는데, 특정 위치를 지정한 뒤 기압 (단위는 밀리바, 헥토파스칼과 동일)과 기압대의 진로방향을 한 단어씩 끊어 전한다. 예컨대 "로칼, 저기압, 987, 급격히 발달, 명일 공칠공공시까지 페어아일 964 예상됩니다" 하는 식이다. 그런 뒤 각 해역별 일기예보를 차례대로 읽어나간다. 기상 상황이 비슷할 것으로 예상되는 지역들은 하나로 묶어 예보한다. 방송 순서는 풍향, 풍속 (보퍼트 계급), 강수 (필요시), 가시거리 순이다. 시각을 전할 때에는 24시 기준 시각의 네 자리를 또박또박 끊어 읽는데 "이삼공공" (two-three-double-O) 하는 식이며, 반대로 기압 수치는 "천육십" (a thousand and sixty) 하는 식으로 그대로 읽는다.
풍향 변화의 경우 "순전" (veering, 시계방향으로 변화)이나 "역전" (backing, 반시계방향으로 변화)으로 구분한다. 풍속 8등급 이상의 강풍은 세기를 강조하는 이름을 덧붙이는데 8급 강풍 (Gale 8), 9급 초강풍 (Severe Gale 9), 10급 폭풍 (Storm 10), 11급 큰폭풍 (Violent Storm 11), 12급 허리케인 (Hurricane force 12) 순이다. 가시거리의 경우 5해리 (9.3km) 이상이면 "양호" (Good), 2~5해리 (3.7~9.3km) 사이면 "보통" (Moderate), 1km에서 2해리 이하면 "나쁨" (Poor), 1km 이하면 "안개" (Fog)라 부른다. 마지막으로 결빙 주의보를 방송할 때가 있는데, 이는 추운 겨울철 강풍과 차가운 바닷물이 만나 선박 내 결빙이 발생할 수 있기 때문이다. 보통은 사우스이스트아이슬란드, 즉 아이슬란드 동남부 해역에서만 발령되는 이 결빙주의보는 가시거리까지 읽은 뒤 그 세기와 함께 알린다. 각 날씨 상황이 언제 닥칠지를 표현하기 위한 어휘에도 엄격한 정의가 적용되는데, 이를테면 "임박" (Imminent)는 6시간 이내, "곧" (Soon)은 6~12시간 이내, "이후" (Later)는 12~24시간 이내를 뜻한다.

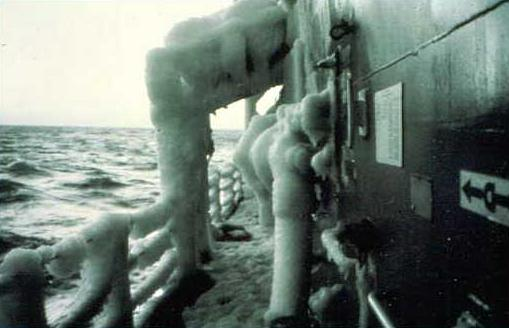
선박 내 결빙은 선원들이 목숨을 잃을 수도 있는 심각한 요소로, 대비를 위한 예보가 필수적이다

다음은 기상예보의 예시이다. 해석은 원활한 이해를 위해 원문의 강직함을 살리지 않고 풀어 썼다.
- "Humber, Thames. Southeast veering southwest 4 or 5, occasionally 6 later. Thundery showers. Moderate or good, occasionally poor."
→험버와 템스 해역은 남동풍에서 남서풍으로 순전하며 풍속은 4급에서 5급, 이후 간혹 6급까지 오르겠습니다. 천둥을 동반한 소나기가 있으며, 가시거리는 보통에서 양호, 간혹 나쁨입니다.
- "Tyne, Dogger. Northeast 3 or 4. Occasional rain. Moderate or poor."
→타인과 도거 해역은 북동풍이며 풍속은 3급에서 4급입니다. 간혹 비가 내립니다. 가시거리는 보통에서 나쁨입니다.
- "Rockall, Malin, Hebrides. Southwest gale 8 to storm 10, veering west, severe gale 9 to violent storm 11. Rain, then squally showers. Poor, becoming moderate."
→로칼, 말린, 헤브리디스 해역은 남서풍이며 풍속은 8급 강풍에서 10급 폭풍입니다. 이후 서풍으로 순전하며 풍속은 9급 초강풍에서 11급 큰폭풍입니다. 비가 내린 뒤 돌풍을 동반한 소나기가 내립니다. 가시거리는 나쁨이었다가 보통으로 바뀝니다.
- "Southeast Iceland. North 7 to severe gale 9. Heavy snow showers. Good, becoming poor in showers. Moderate icing."
→사우스이스트 아이슬란드 해역은 북풍이며 풍속은 7급에서 9급 초강풍입니다. 강한 소낙눈이 내립니다. 가시거리는 양호에서 소낙눈 시 나쁨으로 바뀝니다. 결빙주의보는 보통입니다.

1993년 1월 10일 브레어 (Braer)라는 이름의 큰 폭풍이 영국 북부를 강타했는데, 북대서양에서는 최저기압이 914mBar을 기록하기도 했다. 하지만 이날의 기상예보도 변함없이 간결했다.
- "Rockall, Malin, Hebrides, Bailey. Southwest hurricane force 12 or more."
→로칼, 말린, 헤브리디스, 베일리 해역은 남서풍이며 풍속은 12급 허리케인에서 그 이상입니다.

〈시핑 포카스트〉에서 제공하는 기상정보로 유럽 북서부 연안의 기압도를 실제로 그리는 것도 가능하다. 5시와 0시에 진행하는 일기예보는 해안 기상관측소와 무인 관측소에서 보내온 기상정보를 모두 읽어주기 때문에 평소보다 더 길다. 여기서는 별도의 명칭이 아닌 '채널 등선 무인관측소' (Channel Light Vessel Automatic) 하는 식으로 이름을 불러준다. 때문에 이 추가 일기예보를 진행할 때에는 350단어 제한도 적용받지 않는다. 그밖에도 연안 기준 기상정보를 읽어줄 때도 있다.

## 역사
영국의 해상 일기예보 역사는 160년 전으로 거슬러 올라간다. 1859년 증기범선 로얄 차터가 앵글시에서 큰 폭풍을 만나 침몰, 450명의 승객이 목숨을 잃는 사고가 발생했다. 당시 해군중장이었던 로버트 피츠로이는 선박의 안전한 운항을 위한 날씨 경보의 필요성을 실감하고 1861년 2월 전신을 이용한 최초의 해상 일기예보를 만들게 된다. 한동안 영국 기상청의 주업무로 남아 있었던 이 기상예보는 1911년 영국 전역을 대상으로 강풍과 폭풍 경보를 비롯한 라디오 일기예보로 탈바꿈하게 된다. 라디오 방송은 1914년 제1차 세계 대전이 발발하면서 잠시 중단되었다가 1921년 6월에 재개했고, 제2차 세계 대전이 벌어졌던 1939년부터 1945년까지 다시 한번 더 중단되었다.
오늘날 대부분의 선박에는 기상 정보를 제공받는 선내 전용장비를 갖추고 있지만, 전달받은 데이터가 정확한지를 재차 확인하는 용도로 여전히 〈시핑 포카스트〉를 활용하고 있다.
2014년 5월 30일, 5시 20분 방송이 제대로 전달되지 않는 사고가 발생했다. BBC 브로드캐스팅 하우스에서 아나운서가 정상적으로 예보를 읽고 있었지만 송출에 문제가 생기는 바람에 BBC 월드 서비스 방송이 대신 나가게 된 것이다. 시핑 포카스트가 방송사고를 낸 것은 90년 넘는 역사상 처음 있는 일이다. 2017년 8월 24일에는 선박 기상예보 150주년을 맞이하였다.

## 영국 내 인기
〈시핑 포카스트〉 방송은 영국 국민들 사이에서 그 인기가 대단히 높은데, 하루 청취자수만 해도 실제로 기상예보가 필요한 부류를 넘어선 수십만 명으로 집계된다고 한다. 1995년 BBC 측에서 0시 방송 시간대를 12분 늦추려는 계획을 세웠다가, 영국 언론의 질타와 영국 의회의 질의까지 받는 바람에 철회되는 사건이 벌어졌다. 2002년 영국 기상청이 '피니스테르' 해역의 이름을 '피츠로이'로 바꾸겠다고 결정을 내릴 당시에도 격렬한 항의가 제기된 바 있다. 40년간 방송을 맡다 2009년에 은퇴한 BBC 아나운서 피터 제퍼슨은 그동안 영국 전역에서 0시 48분 기상예보 방송 덕에 긴 하루를 마치고 잠들 수 있게 되었다며 고마움을 전하는 청취자의 편지를 받아왔다고 언급한 바 있다.
BBC 라디오 4 채널국장을 맡고 있는 마크 더메이저는 〈시핑 포카스트〉가 사랑받는 이유를 다음과 같이 해설한 바 있다.
시처럼 읊는다. 고유의 리듬도 갖췄다. 별나고, 독특하지만, 분명 영어다. 저게 다 어딜 말하는 건지 아는 사람이 없어서 신비스럽기도 하다. 해협 타고 왔다갔다하던 사람이 아니면 정말이지 이해할 수 없는 먼 곳으로 당신을 데려가는 것이다.

정규 방송을 맡고 있는 아나운서 젭 손즈는 영국인이 갖고 있는 섬나라로서의 자부심과 연관지어 해설하기도 했다.
뱃사람이 아닌 사람 입장에서 이 방송은 바다의 밤 기도나 다름없다. 자랑스럽게 바다를 누볐던 역사를 떠올리며, 나도 섬사람이구나라는 생각을 굳건히 해준다. 듣는 사람이야 침대에 멀쩡히 누워 있지만, 그 머릿속으로는 플리머스항에서 출렁이는 조그만 낚싯배들이나, 로칼섬에 50m만한 파도가 부서지는 모습을 그리게 한다.

늦은 밤시간대 차분한 진행이 편안함을 느끼게 해준다는 의견도 있다. 또다른 정규방송 진행자인 케이시 클러그스턴은 "거의 뭐 자장가 같다"는 평을 남기기도 했다.

### 대중문화
이렇다 보니 영국 대중문화에서도 자주 소재로 등장해 왔다.
- 블러의 1995년 정규앨범 《Parklife》 수록곡 "This Is a Low"에서는 "On the Tyne, Forth and Cromarty / There's a low in the high Forties"란 구절이 있다.
- 라디오헤드의 2000년 앨범 《Kid A》 수록곡 "In Limbo"에서도 "Lundy, Fastnet, Irish Sea / I've got a message I can't read"라고 언급된다.
- 프로디지의 1992년 앨범 《Experience》 수록곡 "Weather Experience"에서 방송 내용 일부가 샘플링되었다.
- 2012년 하계 올림픽 개막식의 영국의 해양유산을 기리는 사전공연에서 엘가의 수수께끼 변주곡 초입부와 함께 삽입되었다.
- 2016년 영화 《나, 다니엘 블레이크》에서 주인공 다니엘의 아내가 <시핑 포카스트>의 애청자였다고 언급된다. 이와 함께 <시핑 포카스트>의 사전 삽입곡인 "Sailing By"를 카세트로 틀기도 하며, 영화 엔딩에서도 삽입됐다.

## 같이 보기
- KBS 제1라디오 어업기상통보